# ماکسیم وایت
ماکسیم وایت (انگلیسی: Maxime Blanc؛ زادهٔ ۲۳ ژانویهٔ ۱۹۹۲) بازیکن فوتبال اهل فرانسه است.